# Clupeosoma rhodea
Clupeosoma rhodea là một loài bướm đêm trong họ Crambidae.